# Самохвалов, Андрей Викторович
Андрей Викторович Самохва́лов (10 мая 1975, Усть-Каменогорск, Казахская ССР, СССР) — казахстанский хоккеист, нападающий.

## Биография
Воспитанник усть-каменогорского хоккея, тренер Владимир Копцов. В составе «Торпедо» дебютировал в высшей лиге чемпионата СССР ещё в 15-летнем возрасте и в первом же сезоне отличился шайбой, заброшенной в ворота «ЦСКА».
Чемпион Казахстана 1993—1996 гг. В составе сборной Казахстана участвовал в зимних Олимпийских играх 2006 года.
На драфте НХЛ 1995 года выбран в 8-м раунде под общим 208-м номером клубом «Детройт Ред Уингз».
Лучший хоккеист Казахстана 1996 года.